# 梅沢健三
梅沢 健三（うめさわ けんぞう、1933年（昭和8年）3月31日 - 2025年（令和7年）1月6日）は、日本の政治家。元北海道千歳市長（1期）、元日本会議千歳支部長。

## 人物
北海道小樽市出身。札幌商業高等学校卒、自治大学校卒。1949年、千歳町役場に入る。同町商工係長を経て、監査事務局長、千歳市総務課長、市民部長、環境部長、1983年に総務部長。
1987年無所属で千歳市長選挙に立候補、当選したが、1991年に落選。
2013年（平成25年）4月29日付（春の叙勲）で旭日双光章を受章。
2025年1月6日、肺炎のため死去。91歳没。死没日付をもって正六位に叙された。